# Libnotes (Libnotes) augustana
Libnotes (Libnotes) augustana is een tweevleugelige uit de familie steltmuggen (Limoniidae). De soort komt voor in het Australaziatisch gebied.